# مگس‌گیر تاج‌زرین
مگس‌گیر تاج‌زرین یا مگس‌گیر زرین‌تاج (نام علمی: Miodynastes chrysocephalus) گونه‌ای از پرندگان تیرهٔ ژیان‌مرغان (Tyrannidae) است.
در آرژانتین، بولیوی، کلمبیا، اکوادور، مکزیک، پاناما، پرو و ونزوئلا یافت می‌شود. زیستگاه‌های طبیعی آن جنگل‌های کوهستانی نمناک نیمه‌گرمسیری یا گرمسیری و جنگل‌های پیشین به شدت دگرگون‌شده است.